# Progressed
Progressed ist die erste EP der britischen Band Take That. Sie besteht aus acht neuen Songs der Band und enthält als Bonusmaterial die vollständige Deluxe-Version ihres vorangegangenen sechsten Studioalbums Progress in Form einer Doppel-CD bzw. eines Maxi-Downloads. Aus den acht neuen Liedern ergibt sich eine Laufzeit von fast 35 Minuten, es handelt sich also um eine außergewöhnlich umfangreiche EP (typischerweise 3–4 Titel und bis 15 Minuten Spielzeit). Da die „LP“-Studioalben der Band allerdings ebenfalls mit bis zu 60 statt knapp 30 Minuten die doppelte Länge einer herkömmlichen LongPlay(-Schallplatte) aufweisen, erfüllt die Bezeichnung von Progressed als „EP“ durchaus ihren Zweck.
Veröffentlicht wurde sie am 10. Juni 2011, am 11. Mai ging ihr die Single „Love Love“ voraus, welche als Titelsong für das X-Men-Prequel X-Men: Erste Entscheidung geschrieben wurde. Eine weitere Single, „When We Were Young“ (geschrieben als Titellied für die deutsch-französisch-britische Neuverfilmung von Die drei Musketiere), folgte als Radiopremiere am 11. Juli 2011, verkauft wurde sie (ausschließlich als Download) ab dem 22. August. Der Film erschien in Deutschland am 1. September, in Großbritannien am 12. Oktober 2011. Auf der EP befinden sich damit sowohl die zweite als auch die dritte Zusammenarbeit der Band mit Filmemacher Matthew Vaughn nach „Rule the World“ für Stardust (2006/7).

## Titelliste
| Nr.          | Titel                    | Hauptstimme      | Länge |
| ------------ | ------------------------ | ---------------- | ----- |
| 1.           | When We Were Young       | Williams, Barlow | 4:34  |
| 2.           | Man                      | Barlow, Owen     | 4:39  |
| 3.           | Love Love                | Barlow, Owen     | 3:43  |
| 4.           | The Day the Work Is Done | Owen, Barlow     | 4:04  |
| 5.           | Beautiful                | Barlow           | 4:14  |
| 6.           | Don’t Say Goodbye        | Barlow           | 3:54  |
| 7.           | Aliens                   | Donald           | 4:48  |
| 8.           | Wonderful World          | Owen             | 4:58  |
| Gesamtlänge: | Gesamtlänge:             | Gesamtlänge:     | 34:50 |

| Nr. | Titel | Länge |
| --- | --- | ----- |
| 18. | komplettes voriges Album Progress (letzter Titel Flowerbed hier als Hidden Track nach Eight Letters und 16-sekündiger Stille) | 41:44 |

## Hintergrund
Ursprünglich hatte sich die vierköpfige Band (Gary Barlow OBE; Mark Owen; Howard Donald; Jason Orange) mit ihrem früheren Mitglied und Freund Robbie Williams nur für einige Monate im Studio zusammengetan, was auf die Veröffentlichung von Progress hinauslief. Progress wurde zu einem weiteren Nummer-eins-Hit der Band (in Großbritannien und zwölf weiteren europäischen Ländern), verkaufte sich bislang weit über 3 Mio. mal und erhielt allein im Vereinigten Königreich neunfach Platin. Es folgte eine landesweite Tournee, Progress Live. Die „größte Tournee der britischen Musikgeschichte“ erzielte einen Weltrekord für über eine Million innerhalb eines einzigen Tages verkaufte Konzertkarten und brachte sämtliche Verkaufswebsites innerhalb von Sekunden zum Absturz. Am 29. März 2011 gab Gary Barlow jedoch bekannt, dass Take That bereits mit dem Gedanken spiele, die Zusammenarbeit noch auszuweiten und weiteres Material zu fünft zu schreiben: „Am Anfang waren wir uns einig, es werde sich nur um ein einzelnes Album handeln, doch jetzt fangen wir schon wieder an zu schreiben…“ Barlow deutete an, dies könne auf ein baldiges weiteres Album hinauslaufen. Am 19. Mai 2011 bestätigten Take That schließlich offiziell die nahende Veröffentlichung von Progressed, und verkündeten nach der Veröffentlichung der ersten Single „Love Love“ auch den geplanten Erscheinungstermin (13. Juni 2011). Letztlich erschien das Album schon drei Tage früher am 10. Juni. Es besteht aus der Deluxe-Version des Progress-Albums und der neuen EP auf getrennten CDs.
Alle Titel des Doppelalbums wurden von Take That geschrieben. Dies schließt seit ihrem Comeback 2005 sämtliche aktiven Mitglieder ein (in den 1990er-Jahren meist nur Barlow) – in diesem Fall also die vollständige Gründungsbesetzung mit Gary Barlow, Howard Donald, Jason Orange, Mark Owen und Robbie Williams. Einzig für den Progress-Song Eight Letters erhielten sie Unterstützung durch vier weitere Songwriter: Midge Ure, Chris Cross, Warren Cann und Billy Currie. Auch bei diesem Titel liegt der Hauptkompositionsanteil aber bei den Take-That-Mitgliedern, der Text stammt in diesem Fall hauptsächlich von Williams, der darin auf die Achterbahnfahrt der plötzlichen Berühmtheit von Take That in den 1990ern und die Gründe für seinen Ausstieg/Rauswurf und ihre Trennung im Jahr 1995 zurückblickt. Um eine Balance wiederherzustellen, wurde die Hauptstimme des Liedes von Williams’ damaligem Erzrivalen und nun ausgesöhntem Freund und Mentor Barlow übernommen. Die Produktion der einzelnen Lieder übernahm, ebenso wie die Produktionsleitung des Gesamtwerkes, Stuart Price. Er hatte schon Progress produziert und war erneut Teil der größeren Produzententeams für die folgenden Alben III, III – 2015 Edition und zuletzt Wonderland.
Wie bei allen Alben der Band seit ihrer Rückkehr im Jahr 2005 findet sich auch auf dieser EP ein Mix aus den präferierten Stilrichtungen der einzelnen Take-That-Mitglieder. So hat neben anderen Entwicklungen auch schon allein die wiederholt wechselnde Besetzung der Band mitunter für massive Stilveränderungen zwischen den einzelnen Alben gesorgt. Barlow, der das Album auch vorbereitete, die Basistracks komponierte bzw. programmierte und als Ko-Produzent wirkte, profilierte sich seit 1986 immer wieder als vielseitiger Komponisten/Songwriter, gilt aber nach wie vor insbesondere als „König der leichten Muse“ und der klaviergestützten „melodischen, feinfühligen Balladen“. Owen dagegen tendiert mehr zu Gitarren-basiertem politischem Jazz, seine Soloalben lassen sich teils als Indie-Rock, teils als Britpop einordnen. Williams wandte sich seit den späten 1990er-Jahren immer wieder der härteren Rockmusik und gelegentlich dem Metal zu. Donald arbeitete bereits vor der Bandgründung und seither immer wieder als DJ in Deutschland und England und tendiert zu House-Musik und Elektropop, während sich Orange wie Barlow eher in Richtung Pop-Balladen orientiert, sich in Strukturierung und Akkordwahl allerdings eher an seinem Instrument, der Gitarre, ausrichtet.

## Mitwirkende
Alle Haupt- und Hintergrundstimmen sowie Bodypercussion (Beatbox etc.) stammen ausschließlich von Take Thats fünf Gründungsmitgliedern Gary Barlow, Robbie Williams, Mark Owen, Howard Donald und Jason Orange. An Aufnahmen und Produktion von Progressed waren außerdem beteiligt:
| Instrumentalisten - Gary Barlow – Keyboards, Musikprogrammierung (Titel 1–11, 14–19) - Stuart Price – Bass (Titel 1–3, 5, 7, 10, 15–17), Gitarre (Titel 1, 7–9, 15–19), Keyboards (Titel 1–10, 12–17, 19), Musikprogrammierung (Titel 12, 13) - The London Studio Orchestra – Streicher (Titel 1, 4, 6, 8) - Perry Montague-Mason – Konzertmeister (Stimmführer der 1. Geigen; Titel 1, 4, 8) - Everton Nelson – Konzertmeister (Titel 6, 9–19) - Ben Mark – Gitarre (Titel 1, 3, 5, 7, 9, 10, 16) - Karl Brazil – Schlagzeug (Titel 1, 3, 4, 10, 16) - Steve Lipson – Mandoline (Titel 1) Komponisten - Gary Barlow - Howard Donald - Jason Orange - Mark Owen - Robbie Williams - Wil Malone – Streichorchester-Arrangements | Produzenten - Stuart Price – Produzent, Mixing-Ingenieur (Titel 1–10, 12–19) - Gary Barlow – Aufnahmeingenieur - Ryan Carline – Aufnahmeingenieur (Titel 6, 9–19) - Noah Goldstein – assistierender Aufnahmeingenieur (Titel 6, 9–19) - Mike Houge – assistierender Aufnahmeingenieur (Titel 9–19) - Andrew Kitchen – assistierender Aufnahmeingenieur (Titel 9–19) - Ghian Wright – assistierender Aufnahmeingenieur (Titel 9–19) - Dave Emery – assistierender Mixing-Ingenieur (Titel 6) - Will Malone – Dirigent des Streichorchesters - Perry Montague-Mason – Orchester-Kontraktor, Orchesterleiter - Richard Lancaster – Aufnahmeingenieur für das Streichorchester - Tim Young – Mastering-Ingenieur - Nadav Kander – Fotograf - Studio Fury – Art Design, künstlerische Leitung: - Jonathan Wild – Manager |

## Rezeption

### Rezensionen
| BBC Music |

| Positive |

| Daily Mail |

| Sternsymbol · Sternsymbol · Sternsymbol · Sternsymbol · Sternsymbol |

| Daily Mirror |

| Sternsymbol · Sternsymbol · Sternsymbol · Sternsymbol · Sternsymbol |

| Digital Spy |

| Sternsymbol · Sternsymbol · Sternsymbol · Sternsymbol · Sternsymbol |

| Heat |

| Positiv |

| The Express |

| Sternsymbol · Sternsymbol · Sternsymbol · Sternsymbol · Sternsymbol |

| The Independent |

| Sternsymbol · Sternsymbol · Sternsymbol · Sternsymbol · Sternsymbol |

| Orange UK |

| Positiv |

| The Sun |

| Sternsymbol · Sternsymbol · Sternsymbol · Sternsymbol · Sternsymbol |

| Q |

| Sternsymbol · Sternsymbol · Sternsymbol · Sternsymbol · Sternsymbol · Sternsymbol · Sternsymbol · Sternsymbol · Sternsymbol · Sternsymbol |

Progressed erhielt von Musikkritikern durchweg positive Kritiken:
Simon Gage von The Express lobte das neue Material und vergab fünf Sterne mit der Begründung, es sei ein „unverzichtbares Hörerlebnis“ (essential listening) und es gäbe „eine geradezu körperhafte Liebesaffaire zwischen Take That und der britischen Bevölkerung, die schon so lange andauert, dass es schwer fällt, sich einen Fehltritt ihrerseits auch nur vorzustellen.“ (there has been a full-bodied love affair between Take That and the British public for so long it’s difficult to imagine them ever putting a foot wrong.)
Nick Levine, ein Musikjournalist der BBC-Music-Abteilung schrieb in seiner Rezension ähnliches und bewertete das Album als „eine herrliche Ergänzung zu Progress von unserem zehnbeinigen nationalen Kulturgut.“ (“a fine Progress-complementing EP from the 10-legged national treasure”).
Gavin Martin vom Daily Mirror vertrat in seiner Albenkritik die Auffassung, „die neuen Lieder – angefangen mit der traditionellen Barlow-Ballade When We Were Young und bis hin zum evolutionären Electro-Setting in Man – bauen den Balance-Akt des Ursprungsalbums zwischen würdevoller Nostalgie und kommerziellem Experimentieren sehr erfolgreich weiter aus.“ (from the trad Barlow ballad setting of 'When We Were Young' through the evolutionary electro of 'Man', the new songs successfully extend the original album’s balancing act between dignified nostalgia and commercially crafted experimentation.)
Gordon Smart (The Sun) merkte an: „als Doppelalbum zusammengepackt funktioniert es sehr gut“ (as a double album it hangs together very well); die „Schwülstigkeit von Aliens und die apokalyptische Hymne Man“ seien „willkommene Ergänzungen zur Setlist [der nächsten Tour]“ und fügten sich gut ein neben der „zu Tränen rührenden Ballade Don’t Say Goodbye, bei der im ganzen Stadion kein Auge trocken bleiben wird.“
Das Magazin Heat kam zu dem Schluss, das Album sei „alles in allem äußerst merkwürdig und wunderbar und die perfekte Erweiterung zu Take Thats trotzigem Progress-Album von 2010. Progressed hat bei uns definitiv einen Stein im Brett.“ (all in all, we have to say this album is utterly weird and wonderful and the perfect extension to Take That’s defiant Progress album of 2010. Progressed is a winner in our book.)
Q befand, es sei „ein mutiger Schritt gewesen, dem erfolgreichsten Album des Jahres noch etwas hinzuzufügen“, doch das Risiko habe sich „letztlich ausgezahlt“
Lewis Corner vom Digital Spy pries ebenfalls das neue Material: Seiner Ansicht nach „beweist die selbstgeschriebene Sammlung einmal mehr, warum Take Thats Comeback erfolgreicher war als das von irgendjemandem sonst – sie sind aus dem stereotypen Boyband-Marketing herausgewachsen und zu einer Gruppe von glaubhaften und authentischen Künstlern und echten Musikern geworden.“ (the self-penned collection proves once again why Take That’s comeback was better than everyone else’s – by out-growing the stereotypical boyband branding to become a group of credible and genuinely artistic group of musicians.).
Die Daily Mail verlieh vier Sterne mit der Begründung, „für ein aufgemöbeltes Progress-Album ist das Endergebnis bemerkenswert frei von Füllmaterial. Robbie [Williams] ist als Hauptstimme im nostalgischen When We Were Young zu hören; der stampfende Beat von Love Love erinnert an Muse und hat bereits seinen Weg in die Live-Show der Man-Band gefunden; und Produzent Stuart Price verpasst dem Meisterwerk Beautiful das Markenzeichen des Elektropop-Glanzes“ (as a revamp of Progress "the outcome is remarkably filler-free: Robbie sings lead on the nostalgic When We Were Young; the Muse-like stomp of Love Love is already in the man-band’s live show; and producer Stuart Price brings a trademark electro-pop sheen to the brilliant Beautiful.")
Einzig The Independent verlieh Progressed drei von fünf Sternen und nannte die Sammlung „trampelnden Disco-Electropop, dessen stolzierende Synthesizer-Riffs in Love Love und gelegentliche Dubstep/Electro-Einschübe – wie im Intro zu Man – aufgegriffen werden von gestampftem Standard-Rhythmus“ (galumphing disco electropop whose swaggering synth riffs on Love Love and occasional dubstep/electro moves, as on the intro to Man, are swept up by standard stomp-beats).